# 祖国・全ロシア
祖国・全ロシア （そこく・ぜんろしあ、ロシア語: Отечество - Вся Россия、略称はОВР）は、かつて存在したロシアの政党、政治ブロック。

## 概説
1998年末、エリツィン大統領に対し批判的な姿勢を見せていたユーリ・ルシコフ・モスクワ市長は中道左派新党「祖国」を設立し、エリツィン政権に対して対決姿勢を鮮明にした。これに呼応したのが、1999年5月12日に首相を解任され、政権から放逐されたエフゲニー・プリマコフであった。プリマコフは、ロシア金融危機を沈静化し、野党のロシア連邦共産党からも一定の支持を得て政局の安定を実現したが、逆にエリツィン大統領の家族を中心とする側近グループ（セミヤー）から危険視されて首相の座を追われた。
1999年8月4日「祖国」と、ロシア連邦構成体である地方の共和国、州などの首長、議会議長などの政治ブロック「全ロシア」が合同し、新たな政治ブロック、選挙連合「祖国・全ロシア」を結成することに合意した。この連合には、地方に大きな影響力を持つ農業党も加わった。モスクワ市長として高い評価を得ていたルシコフと、多数の地方代表が結集することは、エリツィン政権にとって脅威以外の何者でもなかった。
エリツィン政権側は、セルゲイ・ステパーシン首相を祖国・全ロシアの代表に送り込むことで内部攪乱を図ったが、工作に失敗し、8月17日祖国・全ロシアは調整評議会議長（代表）にプリマコフを選出し、同時に12月19日投票のロシア連邦議会下院国家会議選挙でプリマコフを比例代表名簿一位とすることを決定した。かくしてルシコフら多数の地方政府代表に加え、当時約20％の支持率を誇っていたプリマコフが連合を組んだことにより、選挙での祖国・全ロシアの候補者の優位が予想された。
しかし実際には、クレムリンの肝いりで政権与党「統一」が結成され、12月の下院国家会議選挙では、統一の追撃と、国営メディアを利用したクレムリンによるネガティブ・キャンペーンにより、共産党と統一に次ぐ第三党に甘んじる結果に終わった。プリマコフは大統領選挙に立候補を模索したが、ウラジーミル・プーチンが国民の支持を獲得したため、立候補を断念する。2001年「祖国・全ロシア」を「統一」と合流、新政治ブロック「統一ロシア」の母体となり、プリマコフは「祖国・全ロシア」代表を辞任した。